# Couvent des Augustins de La Rochelle
Le couvent des Augustins est situé à La Rochelle, dans le département français de la Charente-Maritime en région Nouvelle-Aquitaine.

## Historique
Au début du XIVe siècle, les augustins s'installent à La Rochelle, mais doivent quitter le couvent en 1562, qui est dévasté en 1568. La chapelle est alors transformée en boutiques et le réfectoire repris pour le culte protestant. S'y tient le synode de 1571, qui est présidé par Théodore de Bèze et qui ratifie le texte de la Confession de La Rochelle. S'y déroulent également en 1571 le second mariage de Gaspard II de Coligny avec Jacqueline de Montbel d'Entremont, ainsi que celui de sa fille avec Charles de Téligny (1535-1572). Jean Guiton y est baptisé en 1584.
Repris par les augustins dans la première moitié du siècle suivant, le couvent est reconstruit sur des plans de frère Médard Audureau à partir de 1654. La nouvelle chapelle est ainsi consacrée en 1660 et la tribune est construite en 1671. Une plaque, présumé du sculpteur Pierre Biardeau, se trouve dans la première travée. Le clocher est édifié au début du XVIIIe siècle. 
En 1791, les augustins doivent de nouveau quitter la ville. Les ursulines récupèrent le couvent en 1804, à qui succèdent les ursulines de Jésus (sœurs de Chavagnes) en 1835 qui font construire des bâtiments scolaires.
L'immeuble est inscrit au titre des monuments historiques par arrêté du 29 décembre 2015.

## Galerie

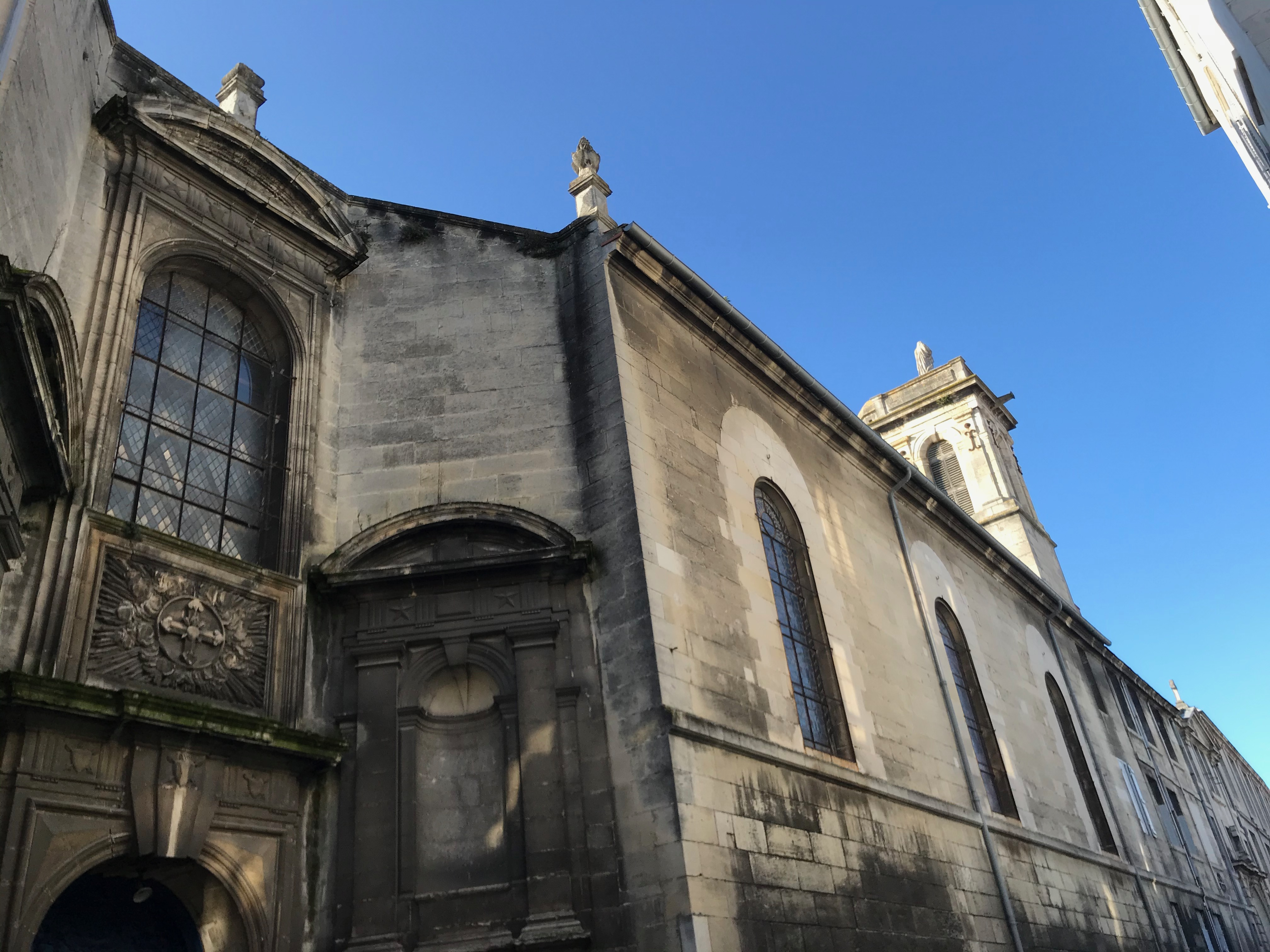
Chapelle du couvent.
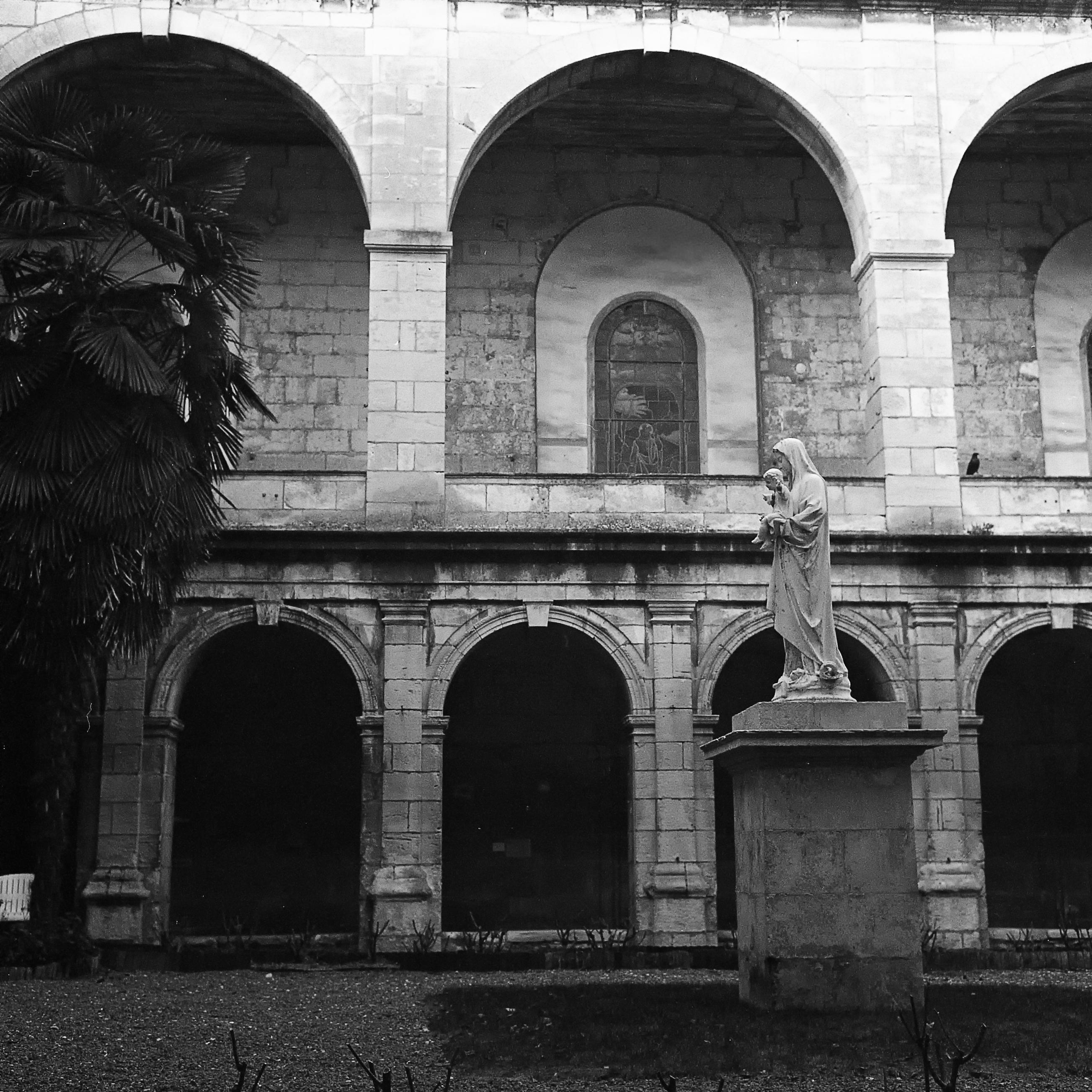
Cloître du couvent.
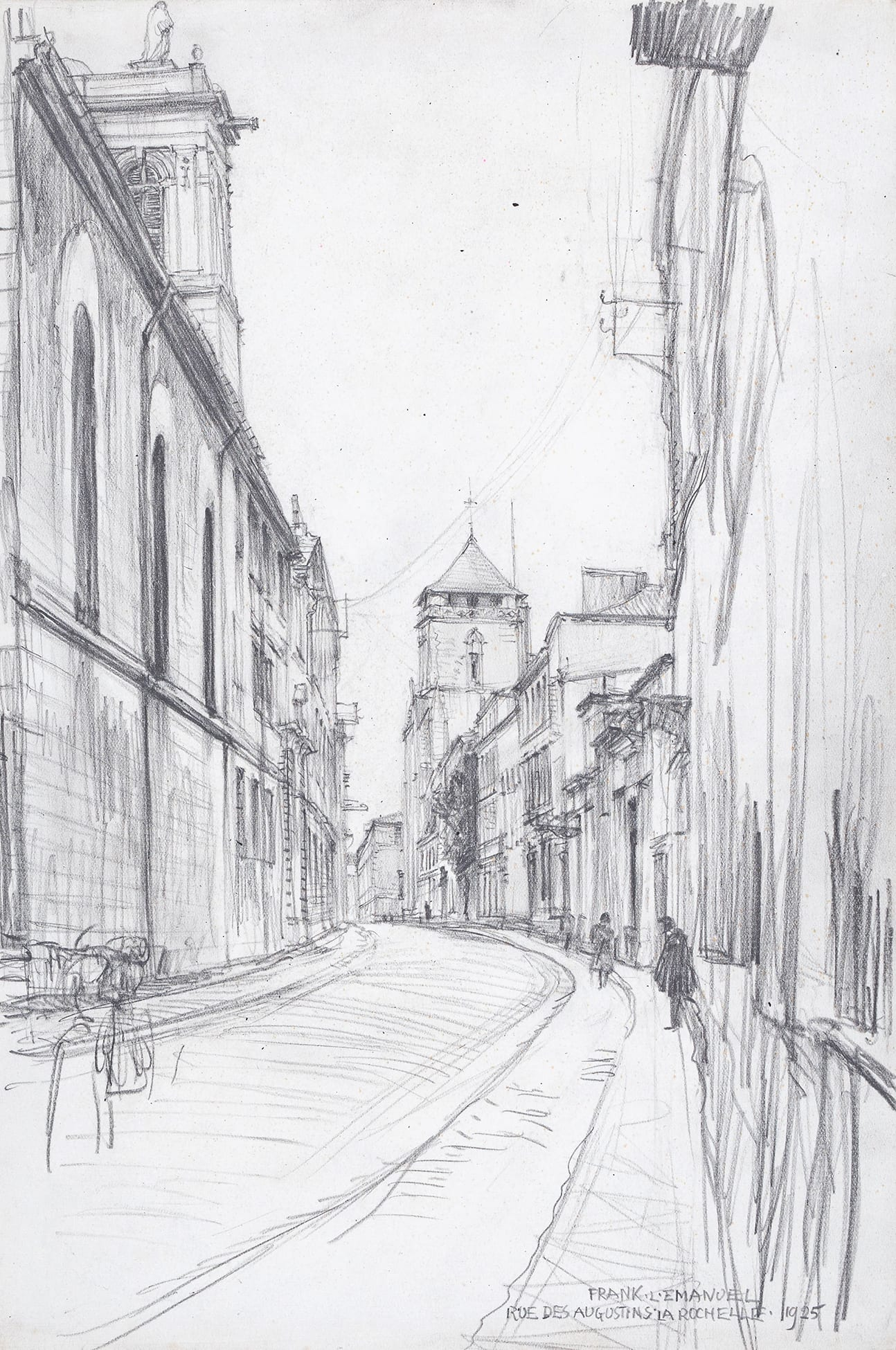
Rue des Augustins, avec à gauche le couvent des Augustins.